# Epicharis obscura
Epicharis obscura är en biart som beskrevs av Heinrich Friese 1899. Epicharis obscura ingår i släktet Epicharis och familjen långtungebin. Inga underarter finns listade i Catalogue of Life.